# Gestione di rete
Per gestione di rete (in inglese Network Management), in telecomunicazioni e informatica, si intende il complesso delle operazioni che garantiscano l'effettivo ed efficiente utilizzo di una rete di telecomunicazioni e delle sue risorse, in accordo con una serie di obiettivi di tipo aziendale che possono essere correlati o meno con la rete. 

## Descrizione
Una definizione delle attività comprese nel termine gestione di rete è la seguente:
Le moderne infrastrutture ICT sono costituite da sistemi informatici di vario tipo (computer, sistemi di memorizzazione di massa) connessi da una rete. La gestione della rete è pertanto parte integrante delle attività di gestione dell'intera infrastruttura informatica, che comprendono:
- amministrazione di rete: si occupa della gestione dei dispositivi di rete (repeater, hub, bridge, switch, router) e dei servizi da essi offerti;
- amministrazione di sistema: si occupa della gestione dei sistemi terminali connessi ad una rete;
- application management: si occupa della gestione delle applicazioni (sia client che server) eseguite nei sistemi terminali connessi ad una rete.

La gestione di rete è oggi condotta mediante prodotti che rispondono ad una molteplicità di standard concepiti per garantire un efficace ed efficiente interscambio di informazioni fra i vari livelli di gestione di una infrastruttura informatica.

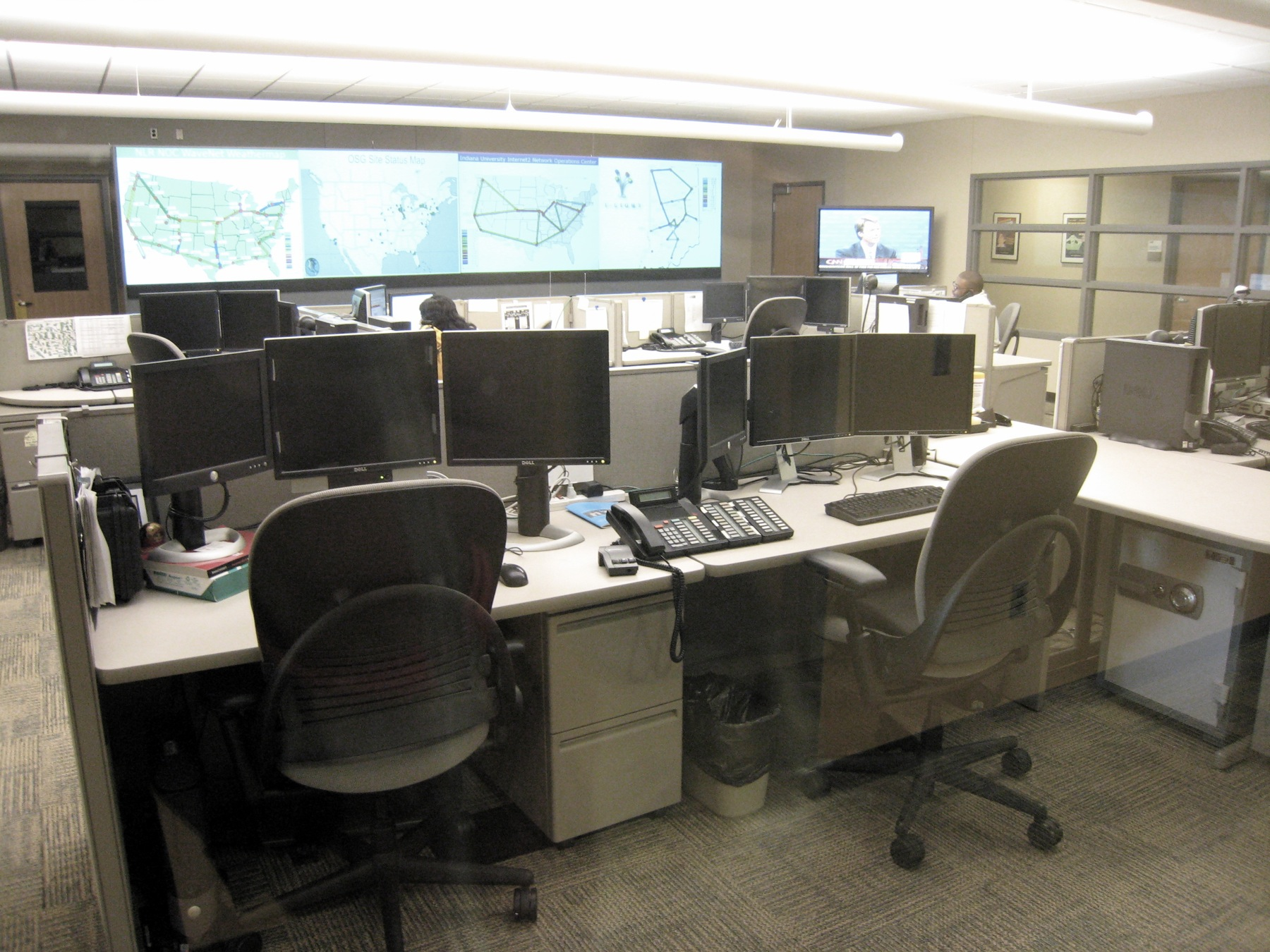
Panoramica di un NOC.

La gestione di infrastrutture di rete di medio/grande complessità è effettuata in maniera remota da appositi centri di gestione, indicati in Inglese con il termine Network operations center (NOC).

## Gli standard

### ISO Network Management Model (ISO 7498-4)
L'ente di standardizzazione ISO International Organization for Standardization ha definito, a partire dal 1978, un complesso di standard relativi alle reti: il modello OSI.
In relazione con il complesso di standard OSI, l'ISO ha anche definito un modello concettuale di riferimento per la gestione delle reti: lo standard ISO 7498-4. 
In tale modello sono identificate cinque principali aree di attività per la gestione di rete: fault, configuration, accounting, performance, security, complessivamente indicate mediante l'acronimo FCAPS.
- Fault - identificazione e gestione dei guasti
- Configuration - gestione della configurazione degli apparati di rete
- Accounting - raccolta dei dati sull'uso delle risorse da parte dei vari utenti
- Performance - controllo delle prestazioni della rete e messa in atto di procedure che preservino i livelli di prestazione richiesti
- Security - gestione della sicurezza della infrastruttura di rete al fine di evitare che venga usata per scopi non leciti.

#### Fault Management
Il termine Fault Management indica l'insieme di attività volte a rilevare, isolare e correggere guasti e malfunzionamenti in una rete. I guasti possono essere persistenti o transienti. Le attività di Fault Management comprendono:
- gestione ed analisi dei log di errore dei dispositivi;
- capacità di ricevere e reagire a segnalazioni di guasto emesse dai dispositivi;
- identificazione dei guasti;
- esecuzione di test diagnostici;
- correzione dei guasti (mediante interventi sull'hardware o sul software dei dispositivi).

#### Accounting Management
L'attività di Accounting management consente di tenere traccia della quantità di risorse usate nel sistema,
da singoli utenti, gruppi di utenti o applicazioni. Questa attività è necessaria per la tariffazione.
Le funzioni di accounting management comprendono:
- la produzione di report per gli utenti, che documentino le risorse consumate;
- l'imposizione di limiti d'uso (quote) e soglie per la tariffazione.

#### Configuration management
L'attività di configuration management include l'identificazione dei dispositivi, la collezione dei dati relativi alla loro configurazione, e l'imposizione di nuove configurazioni, eventualmente attraverso la definizione di valori parametrici.

#### Performance management
L'attività di performance management comprende funzioni per:
- a raccolta di dati relativi al comportamento dei dispositivi;
- la raccolta di dati relativi ai servizi offerti dall'infrastruttura;
- l'esecuzione di campagne di test per la verifica delle prestazioni dei servizi offerti tramite l'infrastruttura di rete;
- la riconfigurazione dei dispositivi al fine di ottenere i desiderati obiettivi prestazionali.

#### Security management
Lo scopo della attività di security management è quello di supportare l'applicazione delle policy di sicurezza stabilite dagli amministratori della rete attraverso apposite funzioni che comprendono:
- l'utilizzo di apposite funzioni, meccanismi e servizi di supporto alla sicurezza;
- la distribuzione delle informazioni rilevanti per la sicurezza;
- la produzione di report che documentino gli eventi significativi per la sicurezza.

### ITU-T Telecommunications Management Network (TMN)
L'ente di standardizzazione internazionale per le telecomunicazioni ITU-T ha definito un modello concettuale per gestire sistemi aperti collegati da una rete di comunicazione. Esso è noto con il nome di framework Telecommunications Management Network (TMN) ed è descritto in una serie di documenti denominata Raccomandazioni ITU-T M.3010. TMN è specificamente concepito per la gestione delle infrastrutture dei service provider. Il framework TMN comprende tre differenti architetture, collocate a diversi livelli di astrazione:
- un'architettura funzionale
- un'architettura fisica
- un'architettura logica organizzata a strati.

Per la comunicazione tra i sistemi di gestione (Operations Systems) ed i dispositivi di rete (Network Elements, NE), TMN usa il protocollo Common management information protocol (CMIP), definito dall'ITU-T nella serie di raccomandazioni X.700.

### IETF per la gestione di reti TCP/IP
Con l'affermarsi del protocollo di rete TCP/IP sia nelle reti private aziendali che nella rete Internet, la gestione degli apparati di rete è oggi prevalentemente realizzata attraverso il protocollo Simple Network Management Protocol (SNMP), definito come standard dall'Internet Engineering Task Force (IETF).